# Dollaseit-(Ce)
Dollaseit-(Ce) är ett sarosilikat slutledsepidot av sällsynt jordartsmetall med den kemiska formeln {CaCe}{MgAlMg}(Si2O7)(SiO4)(OH)F. Det är ett brunaktigt mineral som bildar små korn till finkorniga aggregat eller som körtlar. Hårdheten är enligt Mohs skala 6½–7 och färgen är mörkt chokladbrun. 
Dollaseit-(Ce), även om det inte är särskilt välkänt, är en del av en bred epidotgrupp av mineraler som i första hand är silikater, den vanligaste typen av mineral på jorden. Dollaseit-(Ce) bildas som mörkbruna subhedriska kristaller främst i svenska gruvor. Det kan delvis identifieras genom dess innehåll av den sällsynta jordartsmetallen cerium.

## Historik
Dollaseit-(Ce) beskrevs första gången 1927 av Per Geijer som magnesiumortit. År 1988 beskrevs mineralet igen av de amerikanska mineralogerna Donald R. Peacor & Pete J. Dunn som gav mineralet namnet dollaseit. Namnet dollaseit-(Ce) valdes för att hedra Wayne Dollase, som utförde bred forskning om epidotmineraler.
Det beskrevs första gången vid Östanmossgruvan i Norberg, Västmanland som mörkt chokladbruna klumpar och körtlar i ett finfiltigt till tätt skarn av tremolit ofta tillsammans med kalkspat.
Den ursprungliga förvirringen av mineralets sammansättning berodde på en komplex atomsammansättning där ett utbyte av katjoner leder till en form av dollaseit-(Ce) som vid första anblicken liknar en Mg-analog av allanit, nu känd som dissakisit-(Ce). Enami och Zang, Meyer, Hanson och Pearce rapporterade också mineraler som liknade sammansättningen av en Mg-analog av allanit men ingen hade tillräckliga data eller exakt sammansättning för att kunna deklareras som en Mg-analog av allanit. Det var inte förrän 1991 som Edward S. Grew etablerade dissakisit som det faktiska Mg-dominerande allanitmineralet med formeln Ca(Ce,La)MgAl2Si3O12(OH).

## Bildning
Med en allmän formel för epidotgruppen A2M3Si3O13H fick dollaseit-(Ce) sin formel CaREE3+Mg2AlSi3O11,(OH)F baserat på data från analytiska metoder för elektronmikrosond. Resultaten ger den empiriska formeln (Ca91 Ce45 La20 Nd20 Pr09 Sm08 Gd06)(Mg1.81 Fe0.25)Al0.97 Si3.0(OH)1.25 F0.88 O10.99 från vilken standardformeln sedan härleds efter tillämpning av Levinsons regler för att byta namn på REE-mineraler.

## Struktur
Atomstrukturen för dollaseit-(Ce) kan ibland vara något komplex på grund av den laddningskopplade substitutionen som omfattar både katjoner och anjoner: (Fe,Al)3+ + O2− = Mg2+ + F−. Det genomsnittliga epidotgruppmineralets struktur har kedjor av kantdelande oktaedrar såsom Al3+, Fe3+, Mn3+. Kaviteterna som bildas av de oktaedriska kedjorna som är upptagna av A(1) och A(2) katjoner upptas av Ca2+ och dess REE, Ce3+. Liksom resten av medlemmarna i epidotgruppen delar aluminiumoktaedrarna i dollaseit-(Ce) kanter och bildar ändlösa kedjor. I likhet med de andra mineralerna i epidotgruppen är dollaseit-(Ce) monokliniskt och ingår därför i rymdgruppen P21/m. Peacor och Dunn (1988) förfinade gitterparametrarna för dollaseit-(Ce) och drog slutsatsen att parametrarna var a=8,934(18) Å, b=5,721(7) Å, c=10,176(22) Å.

## Förekomst
Dollaseit-(Ce) kan i allmänhet hittas i mineraliserade dolomit-tremolitbergarter i form av mörkbruna och subhedrala kristaller. Dollaseite-(Ce) kan förekomma på ett antal platser, men den mest framträdande är i Östanmossa, Sverige. Den typ av dollaseit-(Ce) som i allmänhet kan hittas på denna plats tenderar att vara järnfattig och förekommer i tremolitskarn. Det faktum att dollaseit-(Ce) kan förekomma framträdande i Sverige kommer inte som någon överraskning eftersom Sverige har varit känt för att vara värd för många REE-epidotgruppmineraler som dissakisit-(Ce) och allanit-(Ce). Ett annat dollaseit-(Ce)-exemplar med en sammansättning som något liknar den för dissakisit-(Ce) kan hittas i bergarter som består av fluorit och fluorisk phlogopite.[7]